# Franjestaart (vleermuis)
De franjestaart (Myotis nattereri) is een vleermuis uit de familie der gladneuzen. De naam franjestaart is afgeleid van de franje van haartjes langs de staart en vlieghuid.

## Kenmerken
Het dier wordt tussen de 42 en 50 mm lang en de onderarm is 36 tot 43 mm lang. Hij heeft een spanwijdte van 245 tot 300 mm, een 38 tot 47 mm lange staart en een gewicht van 5 tot 13 gram. De franjestaart is licht grijsachtig bruin aan de bovenzijde, terwijl de onderzijde wit is. Er is een duidelijke scheiding tussen beide zijden. De ledematen, gezicht en vleugels zijn licht rozerood. Het spoorbeentje is s-vormig gebogen. Het oordeksel is lang en puntig. Het vleugelmembraan is breed, en begint al bij de tenen.

## Gedrag
's Nachts vliegt deze soort uit, meestal ongeveer een half uur tot een uur na zonsondergang. Hij jaagt laag bij de grond op kleine insecten, voornamelijk vliegen, kevers, schietmotten en spinnen. Meestal heeft zijn prooi een maximale spanwijdte van 4 tot 10 millimeter. Hij vangt zijn prooi meestal in de vlucht, waarbij hij de prooi met zijn staart naar de bek kan leiden, maar hij plukt ook insecten van begroeiing af. In een normale, kalme vlucht houdt hij zijn staart laag. De soort is een behendige vlieger, die goed kan manoeuvreren en ook voor een korte tijd kan wiekelen.
Zomers leven franjestaarten solitair of in kleine groepjes. Vrouwtjes bevinden zich in kraamkolonies. De kraamkolonies bevinden zich vooral in boomholten, maar ook gebouwen worden soms gebruikt (vooral oude schuurtjes). Een enkele keer wordt de franjestaart in vleermuiskasten aangetroffen. Deze kolonies bestaan over het algemeen uit 20 tot 80 (gemiddeld 40, maximaal 160) vrouwtjes, met enkele individuele mannetjes. Hij overwintert tussen oktober en april in koele en vochtige plaatsen, als grotten, mijngangen, bunkers, kelders en forten. De soort verblijft het liefst in spleten, maar kan ook hangend aan de muur of plafond worden aangetroffen. Hij wordt vaak aangetroffen in gemengde kolonies met watervleermuizen. Bij Berlijn is een kolonie bekend van achtduizend franjestaarten.

## Voortplanting
De paartijd loopt van de herfst tot de lente. In april en mei verzamelen de vrouwtjes zich in kraamkolonies. In juni en juli wordt één jong per worp geboren. Na drie tot vier weken kunnen ze zelf vliegen en na zes weken worden deze gespeend. Na een jaar zijn de vrouwtjes geslachtsrijp. Franjestaarten worden maximaal 20 jaar.

## Verspreiding
De franjestaart komt in vrijwel geheel Europa voor, noordwaarts tot Zuid-Scandinavië, tot 1923 meter hoogte in de Alpen. Oostwaarts komt hij voor tot in de Kaukasus en Japan. Hij is soms lokaal talrijk. Met name in bebost gebied is het dier aan te treffen, maar ook in open vlakten als landbouwgrond, evenals in bebouwd gebied. In Nederland komt het dier vooral voor in het oosten en zuiden van het land. Kraamkolonies van franjestaarten worden vooral aangetroffen in landgoederen met oud loofbos in het oosten van Nederland.